# 天主教畢爾巴鄂教區
天主教畢爾巴鄂教區（拉丁語：Dioecesis Flaviobrigensis）是羅馬天主教一個教區，位於西班牙比斯開省，屬布爾戈斯總教區。
教區成立於1949年11月2日。2006年有教友1,006,197人，佔轄區總人口88.6%。教區下轄298個堂區，有780名司鐸。現任教區主教為馬里奧·依塞塔。